# A Sombre Dance
A Sombre Dance (с англ. — «Мрачный танец») — второй и последний студийный альбом австрийской симфоник-дум-метал-группы Estatic Fear, выпущен в 1999 году лейблом CCP Records, где предварительно прошли работы по его записи, микшированию и мастерингу. Продюсированием диска занимался Клаус Преллингер. Все тексты песен и музыку, кроме инструментального вступления, исполненного на лютне, написал Матиас Коглер.
A Sombre Dance состоит из вступительного трека и девяти последовательно пронумерованных треков-глав. Общая продолжительность всех десяти композиций более 49 минут. Два трека являются полностью инструментальными: это «Intro (unisono lute instrumental)», исполненный на лютне, и «Chapter VII», сыгранный только на классических гитарах. Из-за ошибки в буклете инструментальным треком назван «Chapter VIII», а не «Chapter VII».
В 2017 на английском и русском языках была опубликована полнейшая биография группы «Приподнимая полог тайны» на основе интервью с её основателем Stauff-ом.

## Критика
A Sombre Dance получил тёплые отзывы критиков, сравнивших его с первым альбомом Estatic Fear Somnium Obmutum и альбомом Kveldssanger норвежской группы Ulver. По мнению рецензента из Metal Storm, оценившего альбом в 9,3 из 10, пластинка выполнена лучше своего предшественника, а подход к отдельным композициям стал более динамичным. Кайл Уорд из Sputnikmusic отметил, что A Sombre Dance не вписывается в рамки одного жанра, а вбирает в себя лучшее из фолк-, прогрессив-, блэк-, симфоник- и дум-метала. В рейтинге двадцати лучших студийных альбомов 1999 года, составленном изданием Metal Storm, A Sombre Dance занял третью позицию.

## Список композиций
Все тексты песен и музыка, кроме инструментального вступления, сыгранного на лютне, написаны Матиасом Коглером.
| №                   | Название                                                 | Длительность |
| ------------------- | -------------------------------------------------------- | ------------ |
| 1.                  | «Intro» (unisono lute instrumental)                      | 1:22         |
| 2.                  | «Chapter I»                                              | 5:03         |
| 3.                  | «Chapter II»                                             | 4:51         |
| 4.                  | «Chapter III»                                            | 3:33         |
| 5.                  | «Chapter IV»                                             | 10:31        |
| 6.                  | «Chapter V»                                              | 4:51         |
| 7.                  | «Chapter VI»                                             | 4:50         |
| 8.                  | «Chapter VII»                                            | 4:52         |
| 9.                  | «Chapter VIII» (instrumental with two classical guitars) | 3:16         |
| 10.                 | «Chapter IX»                                             | 6:22         |
| Общая длительность: | Общая длительность:                                      | 49:31        |

## Участники записи
| Estatic Fear - Матиас Коглер (нем. Matthias «Calix Miseriae» Kogler) — электрогитара, классическая гитара, лютня, клавишные, пианино, автор, концепция Сессионные музыканты - Бернард Ват (нем. Bernhard Vath) — виолончель - Клаудия Шёфтнер (нем. Claudia Schöftner) — женский вокал - Франц Хагенедер (нем. Franz Hageneder) — флейта - Клаус Коглер (нем. Klaus Kogler) — лютня, помощь в записи и издании - Макс (Max of spearhead) — ударные - Клаус Преллингер (нем. Claus Prellinger) — бас - Томсон (Thomson of mostus) — вокал - Джей (Jay of mostus) — вокал | Технический персонал - Клаус Преллингер (нем. Claus Prellinger) — запись, сведение, мастеринг, продюсирование Оформление - Мартин Цеплихаль (нем. Martin Zeplichal) — фотограф - Таня Непомуцки (нем. Tanja Nepomucky) — обработка изображений - Ева (Eva) — модель - Feichtinger G. — дизайн и оформление |